# Швайсвайлер
Швайсвайлер (нім. Schweisweiler) — громада в Німеччині, розташована в землі Рейнланд-Пфальц. Входить до складу району Доннерсберг. Складова частина об'єднання громад Віннвайлер.
Площа — 4,85 км2. Населення становить 324 ос. (станом на 31 грудня 2020).